# Œcumenius
Œcumenius (en grec Οἰκουμένιος) est un nom sous lequel ont été transmis plusieurs commentaires en langue grecque de textes du Nouveau Testament. Il apparaît aujourd'hui qu'ils ne sont pas tous du même auteur ni de la même époque.

## Commentaires anciennement connus
En février 1532, l'helléniste de Vérone Bernardino Donato publia un volume dédié au pape Clément VII contenant des compilations de commentaires de textes du Nouveau Testament : sur le Livre des Actes, les Épîtres de saint Paul et les Épîtres catholiques, les trois compilations attribuées à « Œcumenius » ; sur le Livre de l'Apocalypse, compilation d'Aréthas de Césarée. Il y en eut rapidement plusieurs traductions latines imprimées : du dominicain wallon Jean Henten (Hentenius) ; du Vénitien Giovanni Bernardo Feliciano. Une édition bilingue de l'ensemble des commentaires d'Œcumenius et d'Aréthas fut publiée à Paris chez Frédéric Morel en 1631.
Les commentaires sur le Livre des Actes et sur les Épîtres catholiques sont presque identiques à ceux qui sont attribués à Théophylacte d'Ohrid (sauf quelques additions, omissions ou transpositions de peu d'importance), mais on en conserve des manuscrits plus anciens que l'époque de Théophylacte, ce qui exclut une mauvaise attribution d'œuvres de ce dernier. Le commentaire des Épîtres pauliniennes offre également des ressemblances avec l'ouvrage correspondant de Théophylacte, mais se présente sous une forme essentiellement différente, intermédiaire entre la chaîne exégétique et le commentaire proprement dit. La plupart des interprétations sont anonymes, mais d'autres sont référées à des auteurs assez nombreux, parmi lesquels Photius et Œcumenius lui-même. L'attribution des trois ensembles à un même auteur est arbitraire ; ils sont l'œuvre de compilateurs anonymes à situer vers le Xe siècle.
En 1715, dans sa Bibliotheca Coislinina (p. 277-279), Bernard de Montfaucon publia le texte d'un synopsis d'un commentaire de l'Apocalypse se trouvant dans le cod. Coislin. 224 ; la première phrase l'attribue au « bienheureux Œcumenius, évêque de Tricca en Thessalie » (Tricca est l'ancien nom de la ville de Trikala). Ainsi apparut le nom d'« Œcumenius de Tricca », un évêque dont d'ailleurs on ne sait rien d'autre. John Antony Cramer a publié en 1844 le commentaire qui se trouve à la suite de ce synopsis ; il s'agit en fait d'un simple abrégé de celui d'André de Césarée.

## LeCommentaire sur l'Apocalypse
En 1901, le théologien allemand Franz Diekamp a découvert dans la bibliothèque régionale universitaire de Messine le véritable Commentaire sur l'Apocalypse d'« Œcumenius », un auteur, non pas du Xe , mais du VIe siècle : il se trouve dans le cod. Mess. S. Salvatore 99, c'est-à-dire qu'il vient de l'ancien monastère basilien Saint-Sauveur de la ville. Ce manuscrit de 139 feuillets à deux colonnes (0,265 x 0,196) ne contient que le commentaire, sous le titre : Ἑρμηνεία τῆς Ἀποκαλύψεως τοῦ θεσπεσίου καὶ εὐαγγελιστοῦ καὶ θεολόγου Ἰωάννου ἡ συγγραφεῖσα παρὰ Οἰκουμενίου. Des versions très incomplètes de ce texte se trouvent également dans le cod. Vatic. gr. 1426 (fol. 131-159v) et dans le cod. Taurin. gr. 84 de Turin (fol. 1-27). Le texte a été édité en 1928 par Herman C. Hoskier, et plus récemment en 1999 par Marc De Groote.
Il s'agit du plus ancien commentaire du Livre de l'Apocalypse conservé en langue grecque. En 1.3.6 (in Ap. 1.1), l'auteur écrit qu' « un très long laps de temps, plus de cinq cents ans, s'est écoulé depuis que ces propos ont été tenus », et d'autre part il situe ailleurs la rédaction du livre à la fin du règne de Domitien (vers 95, quand saint Jean était exilé à Patmos), ce qui semble le placer lui-même vers l'an 600. Cependant, on sait qu'il est antérieur à André de Césarée, qui l'utilise. D'autre part, on connaît deux lettres de Sévère d'Antioche († 538) adressées à un « comte Œcumenius » ; l'identité de ce correspondant avec l'auteur du commentaire paraît être confirmée par une note insérée dans une chaîne exégétique monophysite (« [Œcumenius], un homme prudent, très orthodoxe [c'est-à-dire monophysite], comme le montrent les lettres que lui a envoyées saint Sévère, d'après le sixième des discours qu'il a composés sur l'Apocalypse de Jean »). Mais faire de l'auteur un contemporain de Sévère d'Antioche suppose que la formule « plus de cinq cents ans » soit vraiment très peu rigoureuse, ou qu'elle renvoie à l'époque de la crucifixion du Christ plutôt qu'à celle de la rédaction du Livre de l'Apocalypse.
Si l'auteur du commentaire est bien le correspondant de Sévère, c'était un laïc marié, qui portait le titre de comte (κόμης) renvoyant alors à une haute position militaire, qui vivait en Isaurie (dans le sud-est de l'Asie mineure), et qui était intéressé par la théologie sans bien maîtriser les subtilités des doctrines christologique et trinitaire. Il n'était donc pas du tout un évêque de Tricca. D'autre part, on relève en 6.3.12 qu'il fait l'éloge de la haute compétence théologique d'Évagre le Pontique (« τὰ γνωστικὰ μέγας »), lequel fut condamné avec Origène par le second concile de Constantinople en 553. C'est peut-être une indication que le texte est antérieur à 553.